# 思い出になるの?
「思い出になるの?」（おもいでになるの?）は、2010年2月17日に発売された日本の女性歌手・玉置成実の19枚目のシングル。

## 概要
- 5thアルバム『STEP』の先行シングル。
- nami名義でのリリース。
- CDのみの1形態でリリース。
- 「思い出になるの?」は日本テレビ系『歌スタ!!』2010年2月度お題歌。プロデューサーに、青山テルマ、加藤ミリヤ、西野カナ等を手掛けるJeff Miyaharaを起用。
- カップリング曲「楽園」は、2000年にリリースされた平井堅の「楽園」のカバー。

## 収録曲
1. 思い出になるの?
[プロデュース：Jeff Miyahara/作詞:Kanako Kato/作曲:Jeff Miyahara & Jeremy Soule/編曲:Jeff Miyahara]
2. 愛しさのゆくえ
[作詞:ZOOCO/作曲・編曲:Takashi Ikezawa]
3. 楽園
[作詞:Makoto Atoji/作曲:Masahito Nakano/編曲:Shinichiro Murayama]